# Aphyolebias boticarioi
Aphyolebias boticarioi är en fiskart som beskrevs av Costa 2004. Aphyolebias boticarioi ingår i släktet Aphyolebias och familjen Rivulidae. Inga underarter finns listade i Catalogue of Life.